# Rose Hill (actriz)
Rose Hill (Londres, Reino Unido, 5 de junio de 1914 – ib. 22 de diciembre de 2003) fue una actriz y cantante británica, conocida principalmente por su interpretación de Madame Fanny La Fan en la serie de televisión Allo, Allo. 

## Biografía
Su verdadero nombre era Rose Lilian Hill y nació en Londres. Ganó una beca en la Guildhall School of Music and Drama. 
Inició su carrera artística como soprano en 1939, cantando en la Sadler's Wells Opera (posteriormente la English National Opera) de Londres. Hizo papeles de soprano soubrette y de soprano lírica, como en el caso de Despina en la ópera Così fan tutte. En el Festival de Glyndebourne interpretó a Barbarina, personaje de Las bodas de Fígaro. En 1948 cantó el papel de Lucy en el estreno mundial de la adaptación realizada por Benjamin Britten de The Beggar's Opera. 
La carrera cinematográfica y televisiva de Hill se inició en 1958 con la película The Bank Raiders y finalizó en 1994 con una actuación como artista invitada en A Touch of Frost. Su más prolongada caracterización como actriz fue con el personaje de Madame Fanny La Fan en la comedia de situación británica Allo, Allo, en la cual trabajó entre 1982 y 1992. También apareció brevemente en el episodio de Dad's Army «Uninvited Guests».
Rose Hill vivió sus últimos años en Denville Hall, una casa de retiro para actores en Londres, donde falleció en 2003. Fue incinerada en el Crematorio Breakspear de Londres. 